# Liste des commanderies templières en Lombardie
| Cette liste recense les commanderies et maisons ayant appartenu à l’ordre du Temple en Lombardie au nord-ouest de l'Italie. On y trouve également la liste des maîtres de la baillie templière de Lombardie. |

## Faits marquants et Histoire
La période qui couvre les XIIe et XIIIe siècles dans cette région est marquée par une forte instabilité politique. La formation des ligues lombardes et des communes libres en réaction aux « incursions » de Frédéric Barberousse en est l'exemple type mais les rivalités incessantes entre Guelfes et gibelins aboutiront en 1237 au triomphe de Frédéric II du Saint-Empire à Cortenuova. Sûr de sa force, il réclame même une partie des villes lombardes. Les communes d'Italie passent finalement majoritairement sous le tropisme guelfe soutenant le pape, après les retentissantes défaites gibelines de Tagliacozzo et de Colle Val d'Elsa (1269). Le conflit semble s'apaiser dans les années 1280.
La présence des templiers est attestée dès 1142 à Milan et 1145 à Bergame.
Les États pontificaux choisissaient parmi les maîtres templiers ou hospitaliers ses camériers, à qui étaient confiées certaines missions délicates. Ce fut le cas, de Hugues de Verceil (Uguccione di Vercelli) de 1300 à 1302, à la fois Maître de l'ordre du Temple de la Province de Lombardie, et camérier du pape Boniface VIII. Puis ce fut Giacomo da Montecucco (ou Jacopo da Montecucco) camérier de 1304 à 1307 des papes Benoît XI puis Clément V. En 1307, il fut arrêté puis emprisonné à Poitiers, d'où il s'échappa en 1308, pour se réfugier dans le Nord de l'Italie.

## Commanderies et Maisons
| Commanderie / Maison    | Ville actuelle (ou à proximité) | Observations                |
| ----------------------- | ------------------------------- | --------------------------- |
| Brescia                 | Brescia                         | ,                           |
| Casei                   | Casei Gerola                    | [ 10 ]                      |
| Crémone                 | Crémone                         | ,                           |
| Milan                   | Milan                           | , Domus Templi de Mediolano |
| Montesordo              | Cermenate                       | [ 15 ]                      |
| Pavie                   | Pavie                           | [ 15 ]                      |
| Sainte Marie de Bergame | Bergame                         | ,                           |
| Torricella Verzate      | Torricella Verzate              | [ 15 ]                      |
| Villa Mausonii          | ?                               | [ n 2 ]                     |

| Localisation en Lombardie (Liens vers les articles correspondants)                                                                                  |
| --- |
| \| Vénétie Piémont Émilie-Romagne Suisse Trentin Haut-Adige Brescia Casei Crémone Milan Montesordo Pavie Ste Marie de Bergame Torricella Verzate \| |
| Vénétie Piémont Émilie-Romagne Suisse Trentin Haut-Adige Brescia Casei Crémone Milan Montesordo Pavie Ste Marie de Bergame Torricella Verzate       |

## Commandeurs de la baillie de Lombardie
Le titre de maître de Lombardie apparait régulièrement dans les archives liées aux templiers d'Italie. Initialement et même s'il est difficile de définir avec exactitude l'étendue du territoire couverte par cette baillie, il ne s'agissait pas de la Lombardie actuelle mais d'un ensemble bien plus vaste au nord de L'Italie et qui incluait l'Émilie-Romagne. Par Baillie, on entend l'administration d'un ensemble de maisons au sein de la province templière d'Italie même si la littérature italienne n'emploie pas le terme de « Baillie » concernant cette région. On note également l'existence d'une baillie dite de Papia superius avec la commanderie de Pavie comme chef-lieu en 1252Plus tardivement (vers la fin du XIIIe siècle), les maîtres d'Italie semblent n'être plus désignés que par le titre de maître de Lombardie et lors du procès de l'ordre du Temple, la Lombardie semble clairement s'apparenter à l'ensemble des provinces actuelles du nord de ce pays.
| Nom du Commandeur      | Période |
| ---------------------- | ------- |
| Bonifacio              | 1167    |
| Gaimardo               | 1190    |
| Giovanni Lombardo      | 1222    |
| Guiglielmo da Melzo    | 1227    |
| Oberto di Calamandrana | 1271    |
| Guiglielmo de Novès    | 1285    |